# Abelona rubescens
Abelona rubescens är en insektsart som först beskrevs av Lucien Chopard 1918.  Abelona rubescens ingår i släktet Abelona och familjen Gryllacrididae. Inga underarter finns listade i Catalogue of Life.